# Палаццо Лабиа
Палаццо Лабиа (итал. Palazzo Labia) — дворец в Венеции в сестиере (районе) Каннареджо, находится недалеко от слияния Канале ди Каннареджо и Гранд-канала напротив церкви Сан-Джеремия (San Geremia). Построенный в XVII—XVIII веках, это один из последних «великих дворцов» Венеции. Главная достопримечательность палаццо — цикл фресок Бального зала, посвященный «Истории Антония и Клеопатры», созданный в 1746—1747 годах по заказу братьев Анджело Мария и Паоло Антонио Лабиа выдающимся художником венецианской школы Джованни Баттиста Тьеполо.

## Происхождение и архитектура дворца
Дворец построен в стиле барокко в начале XVIII века для семейства Лабиа, родом из Каталонии, из Жироны, и вошедшего в круг венецианской аристократии довольно поздно, в 1646 году, благодаря тому, что члены семьи внесли крупную сумму (около ста тысяч дукатов) на Кандийскую войну с Османской империей. Семья обладала значительным богатством, которое тратила на роскошные празднества и строительство своего дворца. Великолепный дворец был призван подчеркнуть важность семьи Лабиа для старых патрициев. С этой целью и были заказаны братьями Анджело Мария Лабиа и Паоло Антонио Лабиа фрески самому знаменитому живописцу Венеции.
Относительно мало известные архитекторы Андреа Коминелли, Алессандро Треминьон и его сын Паоло, которым около 1700 года было поручено строительство, работали под влиянием Бальдассаре Лонгены. Фасады, обращенные к каналам, с рустовкой первого этажа, арочными окнами и балюстрадами балконов, отражают стиль венецианского сеттеченто (искусства XVIII века). На фасадах имеются скульптурные изображения орлов из герба семейства Лабиа.

## Фрески Джованни Баттиста Тьеполо
Бальный зал, или «Салон празднеств» (Salone delle Feste), является двусветным (высотой в два яруса, но с «ложными окнами») и полностью украшен фресками на тему романтической истории консула Марка Антония и египетской царицы Клеопатры, созданными в 1746—1747 годах Джованни Баттиста Тьеполо.
Росписи обрамлены архитектурными элементами в стиле «trompe-l'œil» («обмана зрения») или «квадратуры», с имитацией дверных и оконных проёмов, выполненными Джироламо Менгоцци-Колонна. В этих иллюзорных обрамлениях мы видим композицию торжественного приёма Антония египетской царицей, а с расписных балконов и «верхних окон» за этой сценой как бы наблюдают подданные Клеопатры. Считается, что моделями для этих фигур послужили члены семьи Лабиа. В изображённой художником сцене пира Клеопатра, согласно легенде, растворяет свою бесценную жемчужину в кубке с вином, демонстрируя Антонию своё богатство. Предположительно, прообразом египетской царицы стала хозяйка палаццо Мария Лабиа, урождённая Сивран, но документального подтверждения этой прозрачной метафоры не существует.
Живописный плафон Бального зала изображает «Беллерофонта на Пегасе». Остальные залы, выстроенные вокруг внутреннего двора, не столь знамениты как Бальный, но также являются произведениями искусства. Так в «Зелёном салоне» (Green Damask Salone) помимо скульптурного камина из инкрустированного мрамора имеются фрески и живописный плафон работы Помпео Батони. В Зеркальном зале мы находим ещё одну плафонную картину Тьеполо «Триумф Зефира и Флоры». В других залах дворца имеются работы Джандоменико Тьеполо (сына Дж. Б. Тьеполо), Пальмы иль Джоване, Джамбаттиста Канале, Плачидо Костанци, Агостино Мазуччи, Помпео Батони, Грегорио Ладзарини, Гаспарo Дициани и Антонио Визентини. Другие помещения украшают фламандские шпалеры на тему «История Сципионов».

## Дальнейшая история палаццо
После падения Венецианской республики в 1797 году семья Лабиа потеряла своё состояние и переехала в Австрию. В начале XIX века дворец был куплен князем Лобковицем, позднее он имел разных владельцев и постепенно приходил в упадок. В 1945 году поблизости от здания взорвался корабль с боеприпасами, отчего были повреждены дворец и фрески Тьеполо.
«Восточный бал» в Палаццо Лабиа
В 1948 году палаццо приобрёл эксцентричный франко-испанский миллиардер, разбогатевший на мексиканских серебряных рудниках, Дон Карлос де Бестеги (Carlos de Beistegui; 1895—1970), которого друзья называли просто «Чарли», а остальные — «Графом Монте-Кристо XX века». Дон Карлос был необычным меценатом и коллекционером, он считал себя природным декоратором интерьеров, и его вкус стал известен в Европе как «вкус Бестеги» (le goût Beistegui). Для заброшенного палаццо он приобрёл картины Рафаэля, Аннибале Карраччи и Гвидо Рени. Эти произведения искусства в сочетании с недавно приобретённой старинной мебелью из других палаццо, гобеленами и антиквариатом вернули дворцу былое великолепие.
После завершения реставрационных работ 3 сентября 1951 года состоялся костюмированный бал-маскарад, который хозяин назвал восточным (Le Bal oriental). Это было одно из крупнейших и самых роскошных мероприятий двадцатого столетия: «Бал века» в костюмах XVIII века. На бал были приглашены более тысячи гостей, в течение недели подплывавших по Гранд-каналу к дворцу в окружении толпы зрителей. Там присутствовали художники, аристократы и миллионеры со всего мира. В список гостей вошли Ага Хан III, Дейзи Феллоуз, Поль-Луи Вейлер, барон де Шаброль, Десмонд Гиннесс, Алексис фон Розенберг, барон де Реде, принц и принцесса Чавчавадзе, княгиня Наталья Павловна Палей, Эме де Херен, принцесса Гислен де Полиньяк, принцесса дель Драго, принцесса Габриэль Аренберг, Элен Роша, принцесса Каэтани, принцесса Колонна, принц Матье де Бранкован, Артуро Лопес-Уилшоу, Патрисия Лопес-Уилшоу, Дмитрий Хайек, Фулько ди Вердура, Дебора Кавендиш, герцогиня Девонширская, принцесса Барбара Хаттон, актриса Джин Тирни, графиня Жаклин де Рибес, модельеры Жак Фат и Нина Риччи, граф Арман де Ларошфуко, дизайнер леди Дафф, леди Диана Купер, режиссёр Орсон Уэллс, фотограф и художник по костюмам Сесил Битон, Сальватор Дали с супругой Галой Дали, ювелир Фулько ди Вердура, художники Фабрицио Клеричи и Леонор Фини и многие другие. Уинстон Черчилль, герцог и герцогиня Виндзорские также были приглашены, но не присутствовали.
«Восточный бал» положил начало карьере венецианского модельера Пьера Кардена, который разработал около тридцати костюмов для гостей. Кристиан Диор и Сальвадор Дали создавали костюмы друг для друга. Знаменитый коллекционер Артуро Лопес-Уилшоу и его жена Патриция вместе со свитой прибыли в костюмах китайского императора и императрицы, скопированных со старинного гобелена. Их костюмы создал художник-модельер Оливер Мессель. Кутюрье Жак Фат, одетый Королём-Солнце, торжественно подплывал к дворцу в своей гондоле стоя. Его жена Женевьева изображала Царицу ночи из «Волшебной флейты» Моцарта. Леди Диана Купер, известная английская красавица и жена бывшего британского посла во Франции, блистала в костюме Клеопатры, заимствованном с фрески Тьеполо, разработанным для неё Оливером Месселем — художник был выбран для создания костюмов многих гостей, поскольку в 1945 году делал декорации и костюмы к фильму «Цезарь и Клеопатра» с Вивьен Ли в главной роли. Хозяин был одет в алую мантию и длинный завитой парик.
На фотографиях Сесила Битона изображено почти сюрреалистическое общество, напоминающее венецианскую жизнь непосредственно перед падением республики в конце XVIII века. Вечеринка должна была стать одним из последних по-настоящему зрелищных мероприятий в знаменитом Бальном зале.
Дон Карлос в 1960-х годах перенёс серию инсультов и удалился во Францию, в Монфор-л’Амори. В 1964 году на аукционе за 350 миллионов лир Палаццо Лабиа приобрела компания «RAI» (Государственная телевизионная корпорация Италии) и приложила большие усилия для сохранения и дальнейшей реставрации здания и находящихся в нём произведений искусства. В 2008 году RAI выставила здание на продажу. В 2012 году был разработан проект, согласно которому музейный фонд муниципалитета Венеции должен приобрести половину, а венецианский фонд (Fondazione Harthstarich) — другую половину дворца, чтобы сделать его музеем и выставочным зданием. По состоянию на 2018 год до оформления продаж здание использовалось для проведения международных фестивалей, конференций и выставок.

## Галерея

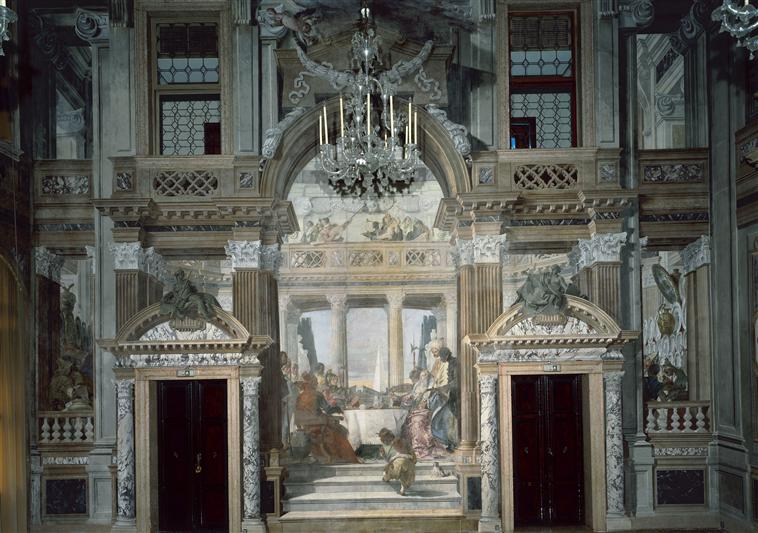
Бальный зал (Большой салон). Росписи Дж. Б. Тьеполо
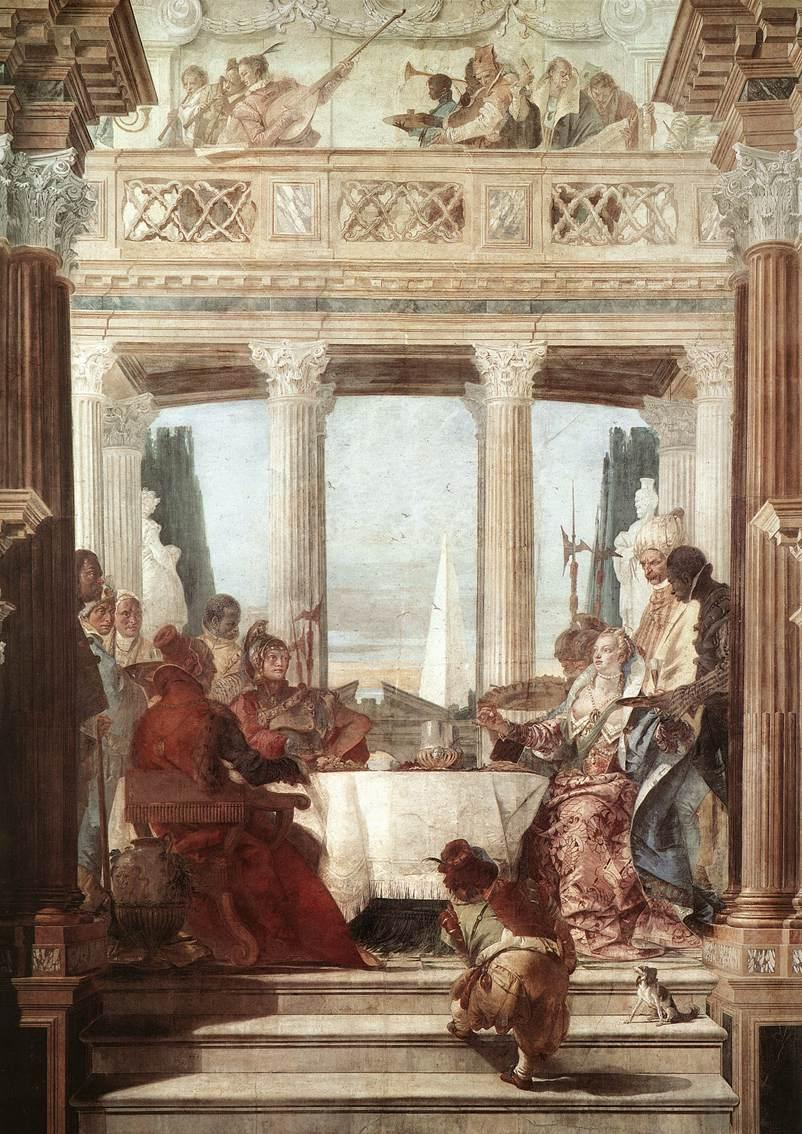
Пир Клеопатры. Центральная фреска зала
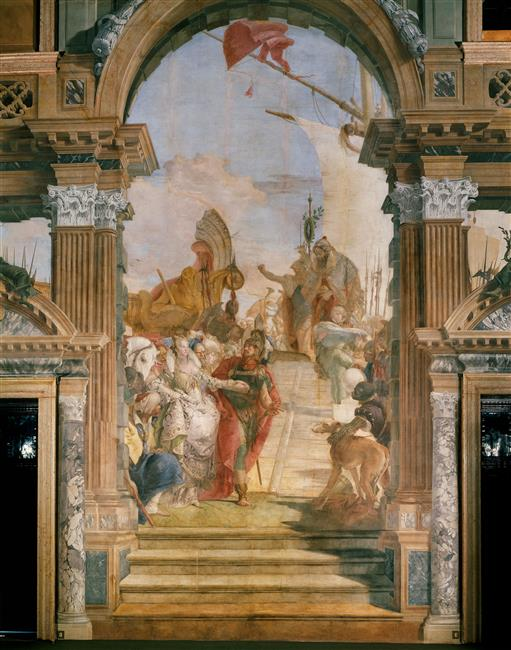
Встреча Антония и Клеопатры
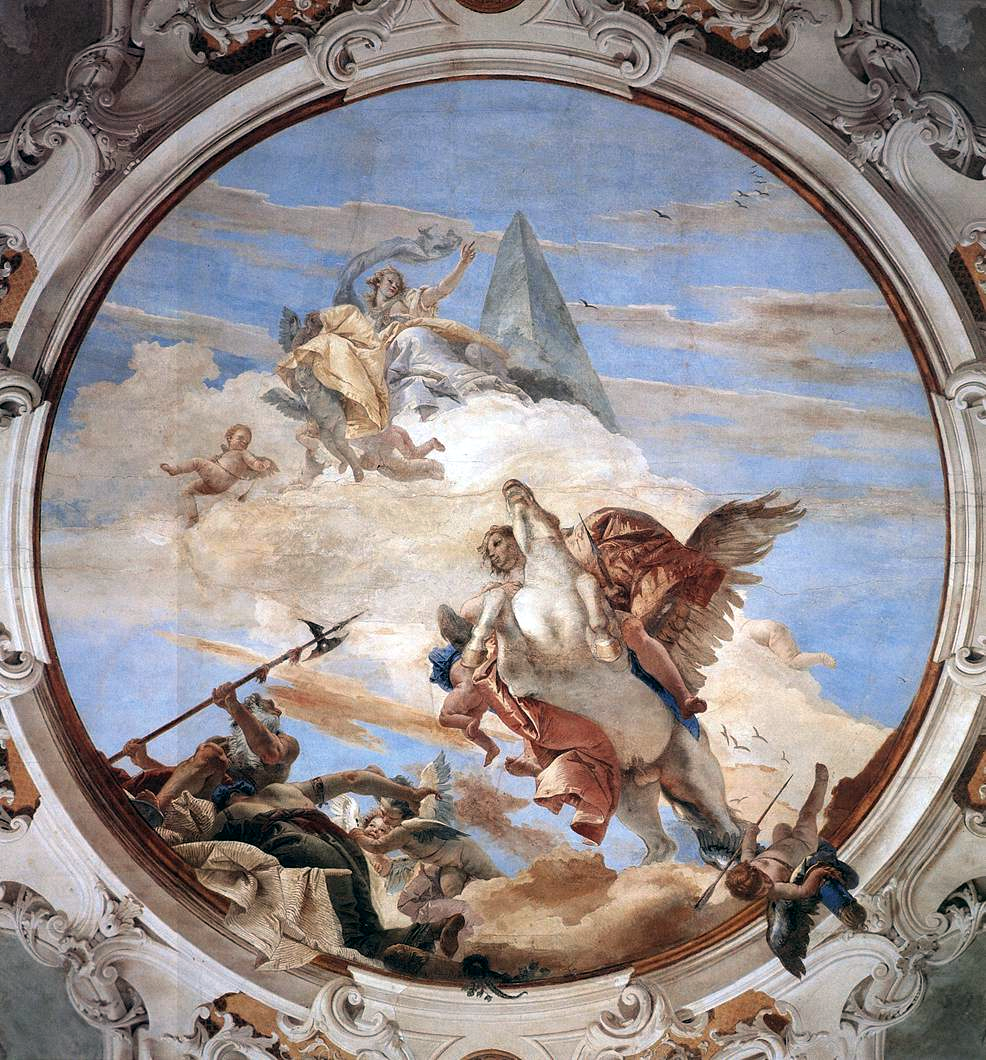
Беллерофонт на Пегасе. Плафон Бального зала